# Футбольна асоціація Катару
Футбольна асоціація Катару (араб. الاتحاد القطري لكرة القدم) — громадська спортивна організація, яка здійснює управління і контроль футболом в Катарі. Діяльність організації спрямована на розвиток та популяризацію футболу в країні, а також, на вироблення загальних норм і правил гри в футбол, що діють по всій країні. Займається організацією ігор національної ліги і кубкових змагань, формуванням і підготовкою збірних команд країни.

## Історія
Поява футболу в Катарі сходить до 1946 році, коли в країні почали зароджуватися перші нафтові компанії. Нова гра швидко набула популярності, що в 1950 році призвело до створення першого футбольного клубу «Аль-Наджа». Надалі збільшення кількості футбольних клубів посприяло створення першого спортивного керівного органу «Спортивний Союз» (араб. الاتحاد الرياضي), керівником якого став Шейх Сухаїм бін Хамад. Організація матчів у ті часи відрізнялася відсутністю правопорядку і кваліфікації. Так, вони могли проводитися за усною домовленістю або на основі простого письмового звернення.

### Перші турніри
Перший турнір — «Турнір Іззедіна» — був заснований з ініціативи Нафтової компанії Катару в 1951 році, перший розіграш якого відбувся в місті Духан. Незважаючи на те, що в турнірі взяли участь кілька команд з Дохи (у тому числі «Аль-Наджа»), переможцем стала місцева однойменна команда. А в 1957 році компанія замінила, як порахували, старий турнір «Кубок Пхукета».

### Трансферна ситуація
До 1962 року не існувало жорстких трансферних правил і гравці могли переходити з однієї команди в іншу, попередньо сповістивши про це вищий керівний орган з допомогою листа і заплативши 10 індійських рупій. У 1950-х — 1970-х роках в катарському футболі спостерігається бум іноземних гравців; футболісти з Судану, Єгипту, Сомалі, Ірану, Сирії, Лівану та Ефіопії помітно урізноманітнили футбольне життя країни і зіграли велику роль у поширенні футболу серед місцевого населення. C зарубіжними гравцями контракти не підписувалися, замість цього вони значилися як працівники державних структур або приватних компаній.

## Керівництво
- Хамад бін Халіфа аль-Тані (президент)
- Саїд аль-Мухаммаді (генеральний секретар)
- Алі ан-Наїмі (другий секретар)
- Ахмед Абдулазіз аль-Буанаїн (фінансовий директор)
- Мохаммед Мубарак аль-Мухаммаді (член Опікунської ради)

## Турніри

### Національні
- Ліга зірок Катару
- Кубок шейха Яссіма
- Кубок еміра Катару
- Кубок зірок Катару
- Кубок Наслідного принца Катару
- Дитячо-юнацька ліга

### Міжнародні
- Кубок Азії з футболу 1988
- Кубок Азії з футболу 2011
- Кубок націй Перської затоки з футболу 1976
- Кубок націй Перської затоки з футболу 1992
- Кубок націй Перської затоки з футболу 2004
- Кубок арабських націй з футболу 1998

## ЧС-2022
2 грудня 2010 року було оголошено, що чемпіонат світу з футболу 2022 року буде проведений в Катарі. Заявка Катару перемогла, випередивши такі країни, як США, Японія, Австралія, Південна Корея.